# Göran Frisk
Göran Vilhelm Sixtensson Frisk, född 22 mars 1943 i Bromma församling i Stockholm, är en svensk militär.

## Biografi
Frisk avlade studentexamen i Stockholm 1962. Han avlade sjöofficersexamen 1966 och utnämndes samma år till fänrik i flottan. Han deltog bland annat i två långresor med HMS Älvsnabben.[källa behövs] Åren 1975–1976 var han fartygschef på torpedbåten HMS Västervik.[källa behövs] År 1977 befordrades han till örlogskapten. Han var 1978–1981 tjänstledig och arbetade som missionär i Tanzania för Svenska kyrkans missionsstyrelse. Han arbetade som lantmätare och som reparatör på sjukhuset Ndolage, söder om Bukoba. Mycket tid ägnades åt att bygga och driftsätta mindre biogasanläggningar. Efter det treåriga kontraktets utgång återvände han till Sverige 1981.[källa behövs] Han tjänstgjorde i Planeringssektionen i Marinstaben 1982–1984 och befordrades till kommendörkapten 1983. Han var chef för 46. patrullbåtsdivisionen i 4. ytattackflottiljen 1984–1986,[källa behövs] tjänstgjorde vid Planeringssektionen i Försvarsstaben 1986–1987 och var chef för Vapenavdelningen i Marinstaben 1987–1990. År 1990 befordrades han till kommendör, varpå han var chef för Första ytattackflottiljen och chef för Ubåtsjaktstyrkan 1990–1994. Åren 1994–1996 var han chef för Marinens taktiska centrum och 1997–2000 chef för örlogsskolorna i Berga och Karlskrona. Han var chef för Militära programmet vid Försvarshögskolan 2000–2003.
Göran Frisk invaldes som ledamot av Kungliga Örlogsmannasällskapet 1984 och som ledamot av Kungliga Krigsvetenskapsakademien 1989.
Göran Frisk är son till kamrer Sixten Frisk och Svea Sundblad. Han gifte sig 1966 med tandläkaren Eva-Lisa Öström.

### Ubåtsjakten i Stockholms skärgård 2014
Göran Frisk blev 2014 uppmärksammad medialt för sin totala övertygelse om att Ryssland bedrivit undervattensverksamhet sedan 1945. Han menade att det eventuella ubåtsintrånget i Stockholms skärgård kunde klassas som ryska krigsförberedelser och avslöjade samtidigt att svensk militär tidigare hade skadat ryska ubåtar.
Han uttalade sig om möjligheten att ryska soldater redan kunde ha tagit sig i land i samband med ett eventuellt ryskt ubåtsintrång i Stockholms skärgård: "Framför allt de som har stugor i land ska se till att kolla vad som finns runtomkring: om de här dykarna redan har lämnat ubåten, gått i land och har civila kläder på sig, för att därefter ta sig därifrån."
I debatten uttryckte Frisk stark kritik mot nedrustningen av det svenska försvaret.[källa behövs]